# Pagodula abyssorum
Pagodula abyssorum is een slakkensoort uit de familie van de Muricidae. De wetenschappelijke naam van de soort is voor het eerst geldig gepubliceerd in 1885 door Verrill.